# Willy Zumblick
Willy Alfredo Zumblick (Tubarão, Santa Catarina, 26 de setembro de 1913 – Tubarão, 3 de abril de 2008) foi um pintor brasileiro.

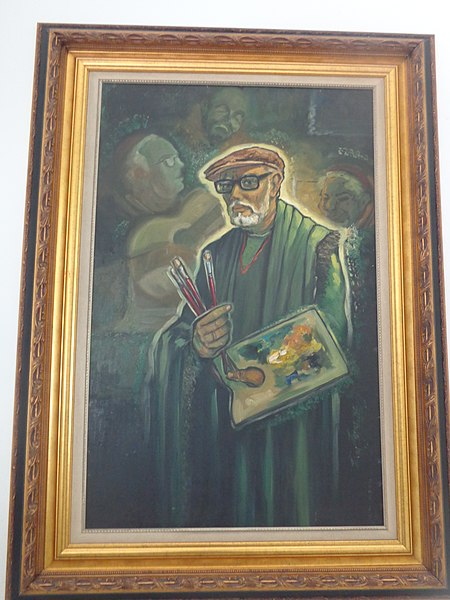
Autorretrato de Willy Zumblick, 1970. Óleo sobre tela, 0,90m x 1,40m.

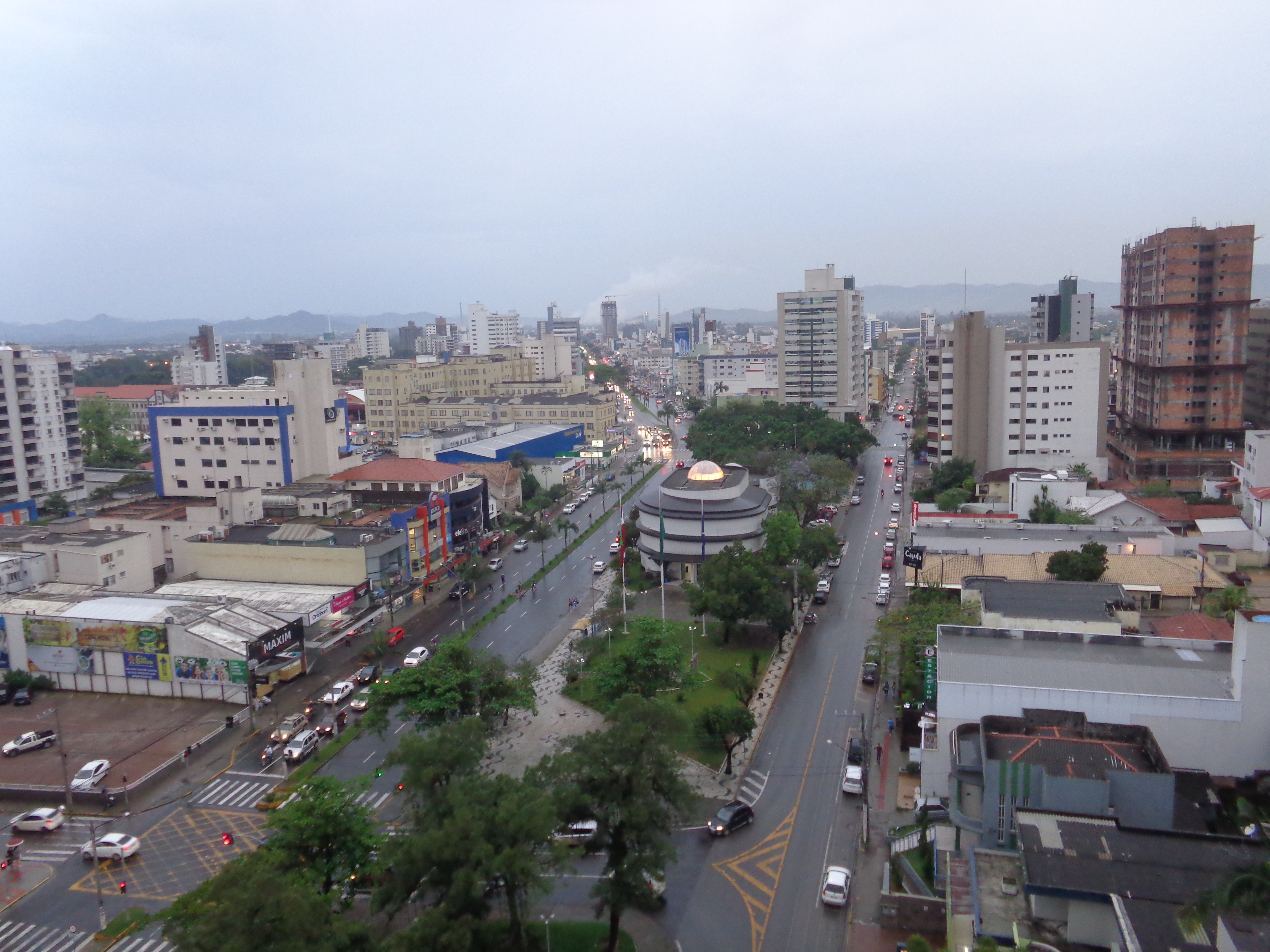
O Museu Willy Zumblick em Tubarão, centro da fotografia.

De pai alemão e mãe descendente de italianos, iniciou sua carreira ainda jovem. Casou com Célia Sá Zumblick, com quem permaneceu casado durante 60 anos. Devido a suas obras e sua posição sócio-cultural na cidade de Tubarão, foi concedida a designação Museu Willy Zumblick ao museu situado na praça denominada com o nome de seu irmão, o historiador Walter Zumblick.

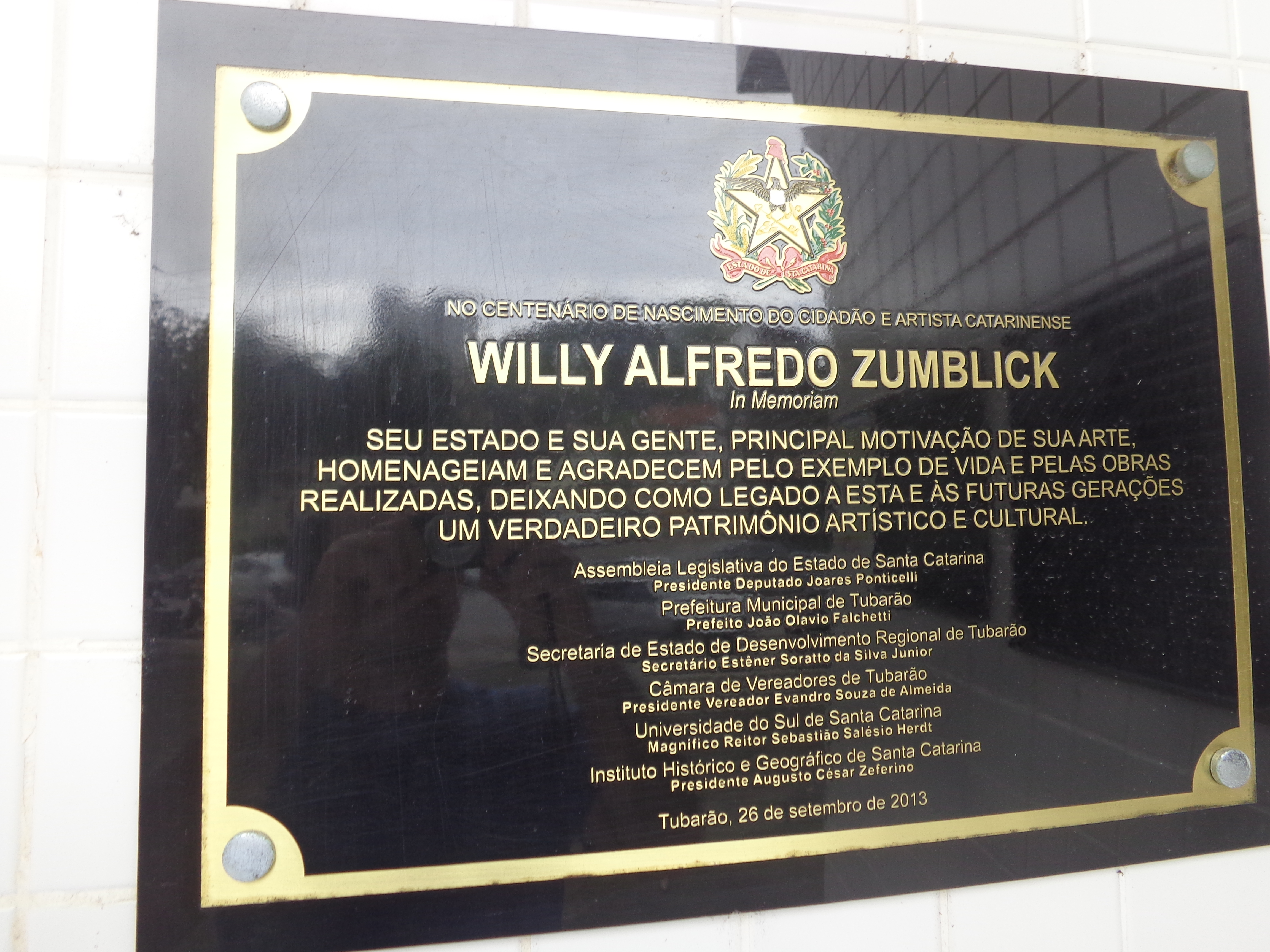
Placa comemorativa ao centenário de Willy Zumblick no Museu Willy Zumblick em Tubarão.

Relojoeiro e ótico, foi proprietário de estabelecimento do gênero, iniciado por seu pai Roberto Zumblick, em 1902. Um marco descritivo afixado à parede frontal de seu estabelecimento registra o nível atingido pelas águas do Rio Tubarão na catastrofal enchente de 1974.
Autodidata, suas obras abordaram, em sua maioria, os aspectos históricos e sociais da gente de sua região.
Foi membro honorário do Rotary Club de Tubarão, agraciado com o título de um dos 100 rotarianos mais famosos.

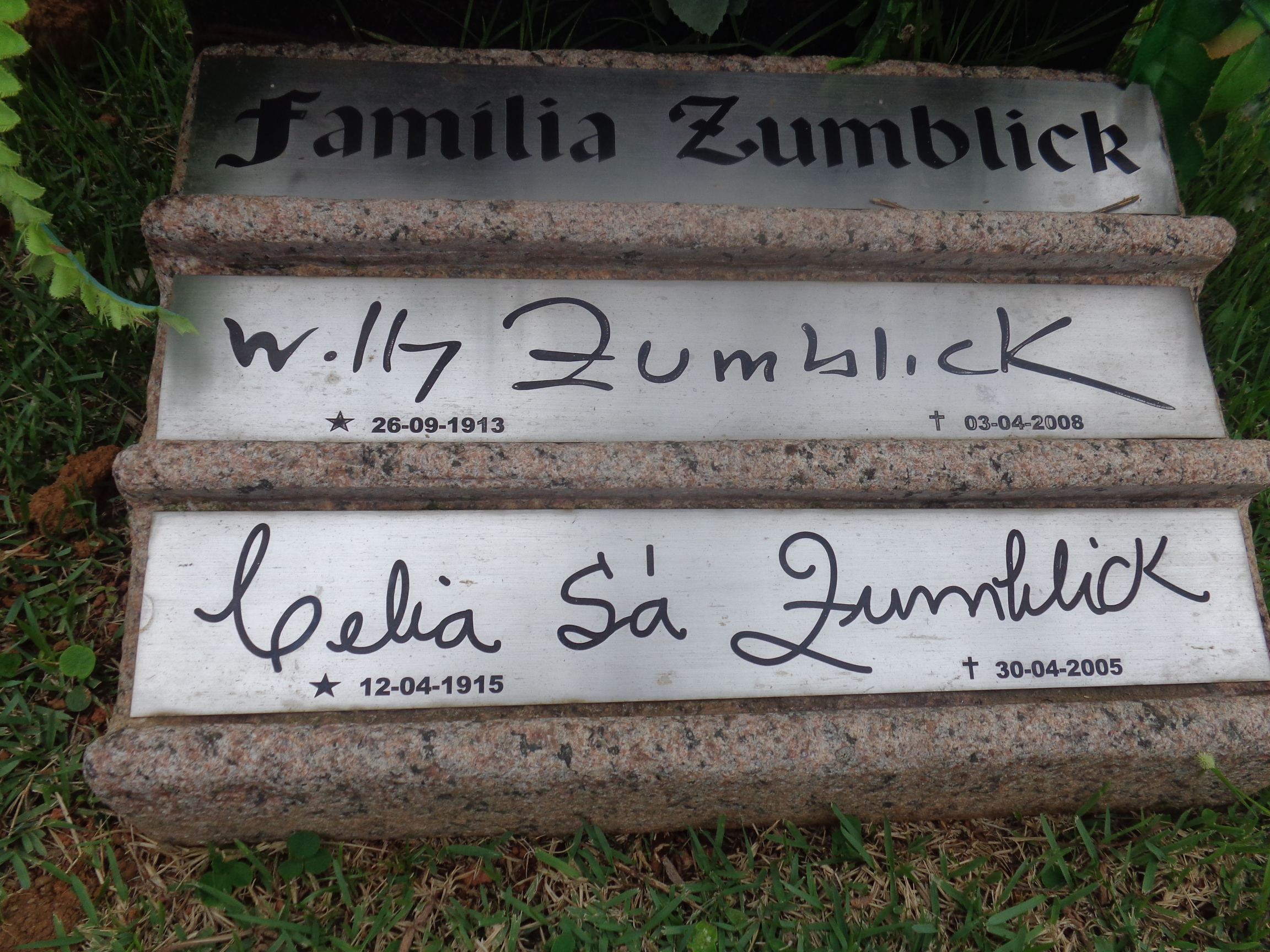
Sepultura de Willy Zumblick e sua mulher Celia Sá Zumblick no Cemitério Horto dos Ipês em Tubarão.

Willy Zumblick morreu aos 94 anos de idade. Sofria de infecção pulmonar e ficou internado durante sete meses no Hospital Nossa Senhora da Conceição, em Tubarão. Morre o mito, mas sua obra é eterna.
Em 2001 foi eleito um dos 20 catarinenses que marcaram o Século 20.
Em 2009 diversas obras suas foram roubadas de sua antiga residência, abandonada desde sua morte.
Em 27 de maio de 2013 foram lançados três selos como parte das homenagem aos 100 anos de nascimento de Willy Zumblick.

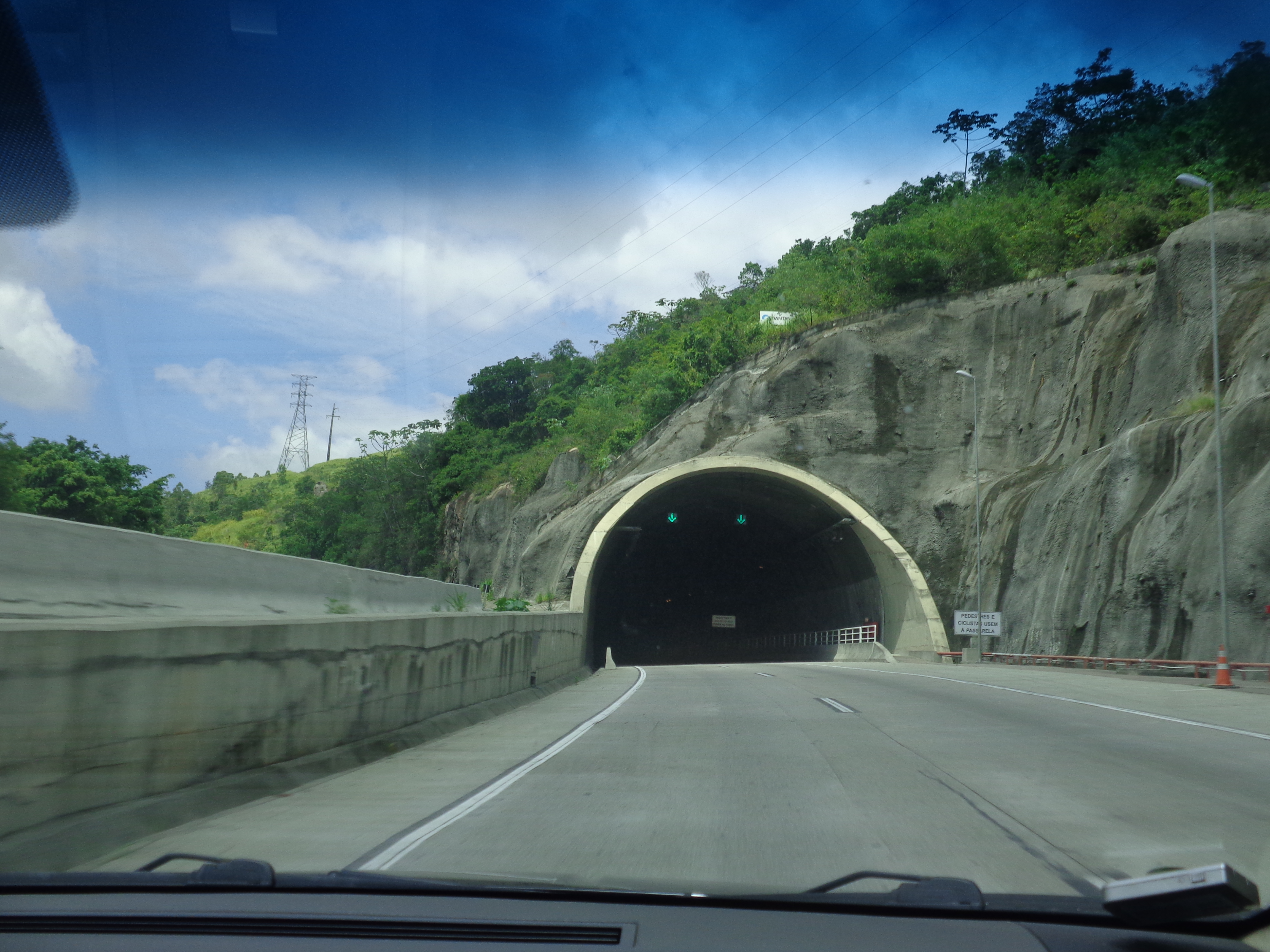
Entrada do Túnel do Formigão "Willy Alfredo Zumblick", quilômetro 337,8 da BR-101 (sentido norte-sul), em Tubarão no Estado de Santa Catarina.